# نوووبرزووو
نوووبرزووو (به لاتین: Nowoberezowo) یک روستا در لهستان است که در گمینا خاینووکا واقع شده‌است.